# Meltdown Festival

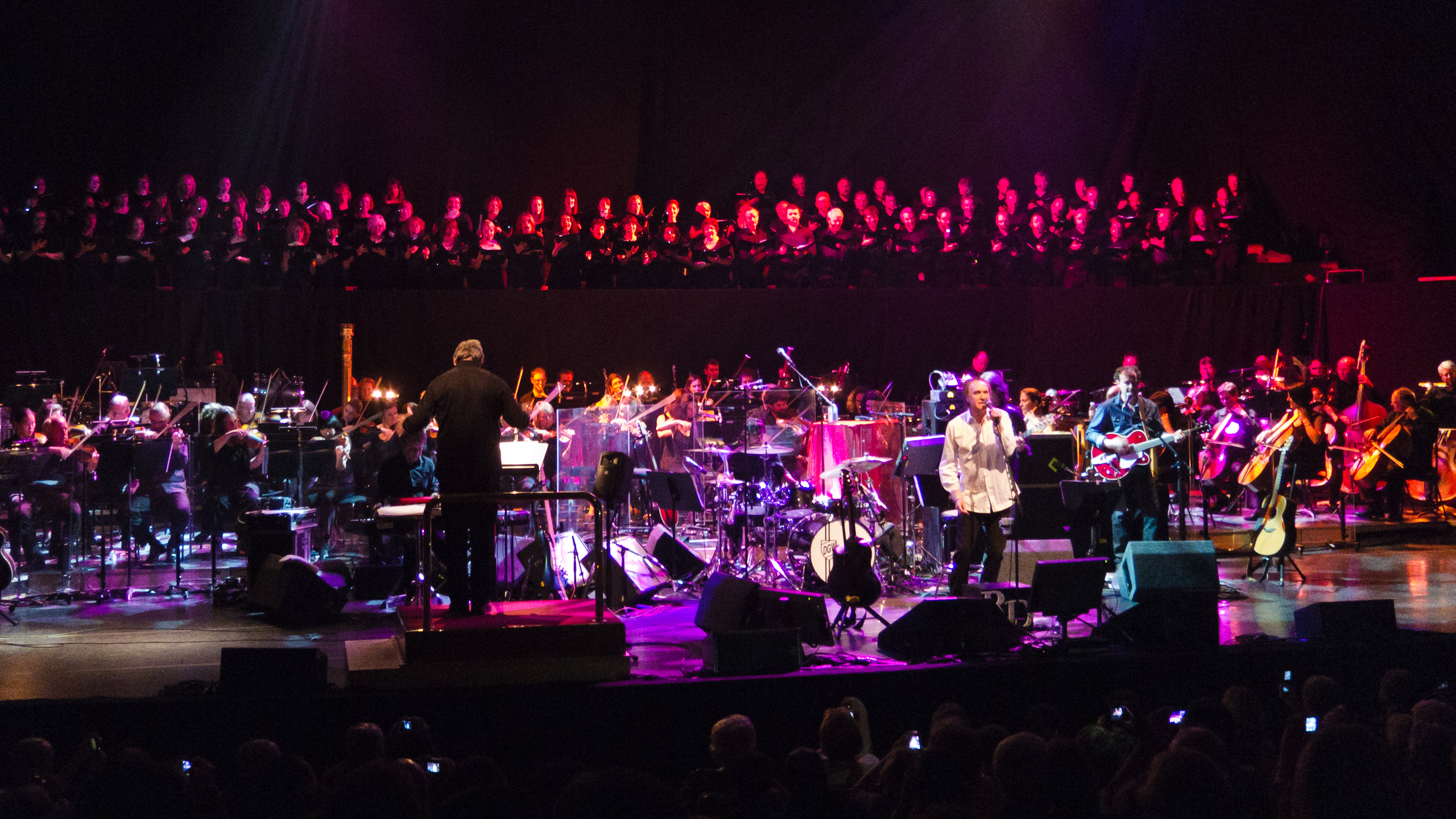
Meltdown Festival mit Orchester, Band und Chor (2011)

Das Meltdown Festival ist ein jährlich in der Royal Festival Hall in London stattfindendes, zweiwöchiges Musikfestival. Das Festival findet seit 1993 statt und ein Künstler (normalerweise ein bekannter Musiker oder Komponist, Ausnahme war 1998 der Auftritt von Diskjockey John Peel) übernimmt die Patenschaft. Dieser bestimmt die Künstler, die an den einzelnen Abenden auftreten.

## Paten
- 1993 – George Benjamin
- 1994 – Louis Andriessen
- 1995 – Elvis Costello
- 1996 – Magnus Lindberg
- 1997 – Laurie Anderson
- 1998 – John Peel
- 1999 – Nick Cave
- 2000 – Scott Walker
- 2001 – Robert Wyatt
- 2002 – David Bowie
- 2003 – Lee "Scratch" Perry
- 2004 – Morrissey
- 2005 – Patti Smith
- 2007 – Jarvis Cocker
- 2008 – Massive Attack
- 2009 – Ornette Coleman
- 2010 – Richard Thompson
- 2011 – Ray Davies
- 2012 – Anohni
- 2013 – Yoko Ono
- 2014 – James Lavelle
- 2015 – David Byrne
- 2016 – Guy Garvey
- 2017 – MIA
- 2018 – Robert Smith
- 2019 – Nile Rodgers